# Пентархија
Пентархија (грч. πεντε + αρχη — „пет поглавара“) је назив за црквени поредак заснован на пет помесних патријаршија у древној Цркви, а то су: Римска, Цариградска, Александријска, Антиохијска и Јерусалимска патријаршија.
Пентархијски поредак се развијао постепено у раздобљу од 4. до 6. века, а потом је био потврђен и 36. каноном Шестог васељенског сабора (680), који иначе само потврђује 3. канон Другог васељенског сабора (381) и 28. канон Четвртог васељенског сабора (451): 
„Понављајући оно што је озакоњено од стране 150 светих Отаца сабраних у овом, Богом чуваном и царском граду, и од 630 (Отаца) који се сабраше у Халкидону, наређујемо: да константинопољски престо ужива једнаке повластице као престо древнога Рима, и да у црквеним делима буде уздигнут као онај који је други после њега. Иза константинопољског престола нека буде александријски, затим антиохијски а после овога, јерусалимски.“
Епископ Рима налазио се на првом месту, не у смислу апсолутног примата у саборној Цркви, него као први међу једнакима: „primus inter pares“. Због тога, на саборима им је припадало право да председавају, али се на гласању глас сваког патријарха, архиепископа, митрополита или епископа бројао исто — један архијереј, један глас. Поред тога, јурисдикција сваког патријарха се ограничавала на његову помесну област.
Сваки патријарх имао је ограничену јурисдикцију и помесну одговорност и није испуњавао функцију васељенског карактера у обичним, него само у изузетним случајевима (васељенски сабори), а и тада као члан свеопштег епископског колегијума.
Пентархијски поредак је доживео неколико великих удараца, почевши од бројних невоља и искушења у које су након арапског освајања у 7. веку запале три источне патријаршије (Јерусалимска, Антиохијска и Александријска), тако да је Цариградска патријаршија у неколико наврата била приморана да преузме на себе именовање осталих источних патријраха, који су боравили у избеглиштву у Цариграду, а све са циљем јерархијског очувања окупираних патријаршија. Иако се стање на истоку касније поправило, пентархија је доживела велики ударац и на западу, када је након низа спорова, који су трајали од средине 9. до средине 11. века, дошло до Великог раскола (1054). Дотадашња Римска патријаршија, која је прихватањем филиоквистичке јереси одступила од хришћанског правоверја, постала је потпуно одвојена од васељенске Православне цркве, и од тада је наставила да постоји као Римокатоличка црква. Иако је у то време део епархија у јужној Италији и на Сицилији још увек био под византијском влашћу, Православна црква услед измењених историјских околности није поступила као у време ранијег спасавања источних патријаршија, тако да за традиционално подручје Римске патријаршије није био назначен одговарајући православни поглавар. Тиме је пентархијски поредак био сведен на теоријски концепт, а такво стање траје и данас.